# Tephrocacteae
Tephrocacteae es una tribu de plantas perteneciente a la familia Cactaceae. El género tipo es: Tephrocactus Lem., 1868

## Géneros
Comprende 6 géneros aceptados:
- Austrocylindropuntia Backeb., 1938 (7 spp.)
- Cumulopuntia F.Ritter, 1980 (14 spp.)
- Maihueniopsis Speg., 1925 (20 spp.)
- Pterocactus K.Schum., 1897 (10 spp.)
- Punotia D.R.Hunt, 2011 (1 sp.)
- Tephrocactus Lem., 1868 (10 spp.)